# Ondina Ferreira
Ondina Silveira Ferreira (São Paulo, 15 de fevereiro de 1909 — Rio de Janeiro, 8 de abril de 2000), mais conhecida como Ondina Ferreira, foi uma escritora, dramaturga, tradutora e professora brasileira. 

## Carreira
Estreou em 1943 com Outros dias virão, trabalho que a incluiu na onda de escritoras paulistas de importância da década de 1940, junto com Maria José Dupré, Lúcia Benedetti, Anésia de Andrade Lourenção e Maria Luísa Cordeiro. Também foi incluída no grupo de escritoras integrantes da "nova literatura brasileira" da década de 1940, entre as quais se encontravam Helena Silveira (1911-1984), Lúcia Benedetti (1914-1998), Elsie Lessa (1914-2000), Lia Correia Dutra (1908-1989), Elisa Lispector (1911-1989) e Alina Paim (1919-2011), entre outras.
Recebeu vários prêmios, incluindo o Prêmio Júlia Lopes de Almeida da Academia Brasileira de Letras em 1954 por Medo (1953) e o Prêmio Coelho Neto de 1956 pelo romance Chão de espinhos (1955). O romance É no silêncio que as sementes germinam ficou em terceiro lugar no V Prêmio Walmap de Literatura (1973)[carece de fontes?].

## Obras
Romances: 
- Outros dias virão (1943)
- Inquietação (1945).
- E ele te dominará (1944)
- Vento da esperança (1947)
- Navio ancorado (1948)
- Casa de pedra (1952)
- Medo (1953).
- Chão de espinhos (1955)
- Enganoso é o coração (1959).
- E é logo noite (1963)
- Uma só carne (1969)
- Nem rebeldes nem fiéis (1970)
- É no silêncio que as sementes germinam (1973)
- Acordar, Renascer (1983)
- A espiral da solidão (1997)

Peça de teatro:
- Areias movediças (1951)[2]